# Obrataň (nádraží)
Obrataň je železniční stanice v severovýchodní části stejnojmenné obce v okrese Pelhřimov v Kraji Vysočina nedaleko Kejtovského potoka. Leží na neelektrizované jednokolejné trati Tábor – Horní Cerekev a úzkorozchodné trati do Jindřichova Hradce. V obci se dále nachází železniční zastávka Obrataň zastávka.

## Historie
Stanice byla vybudována státní společností Českomoravská transverzální dráha (BMTB), jež usilovala o dostavbu traťového koridoru propojujícího již existující železnice v ose od západních Čech po Trenčianskou Teplou. První vlak zde projel 1. října 1888, 17. prosince byl zahájen pravidelný provoz v úseku z Tábora do Horní Cerekve. Vzhled budovy byl vytvořen dle typizovaného architektonického vzoru shodného pro všechna nádraží v majetku BMTB. V areálu nádraží bylo vystavěno též nákladové nádraží či bytové domy pro drážní zaměstnance.
Roku 1906 byla vybudována úzkorozchodná trať z Jindřichova Hradce, kde se trať potkávala se spojovací tratí z Veselí nad Lužnicí do Jihlavy. Vlastníkem trati byla akciová společnost Místní dráha Jindřichův Hradec – Obrataň, stavbu provedla firma Ing. Antonín Loos z Prahy. Společnost ve stanici zbudovala vlastní dopravní objekty. Provoz zajišťovaly Císařsko-královské státní dráhy (kkStB).
Českomoravská transverzální dráha byla roku 1918 začleněna do sítě ČSD, ČSD též převzaly provoz na úzkorozchodné trati, ta byla zestátněna roku 1925.
Úzkorozchodná trať byla roku 1998 privatisována, novým provozovatelem dráhy se staly Jindřichohradecké místní dráhy (JHMD).

## Popis
V normálněrozchodné části stanice nacházejí dvě jednostranná úrovňová nástupiště, k příchodu k vlakům slouží přechody přes koleje.